# جيمس فرانكو
جيمس ادوارد فرانكو (بالإنجليزية: James Edward Franco)‏ ولد في (19 أبريل 1978م) هو ممثل وكاتب سيناريو ومنتج أفلام وكاتب أمريكي، بدأ حياته كممثل في أواخر التسعينيات. في عام 2001م لعب دور البطولة في فيلم تلفزيوني عن السيرة الذاتية لحياة الممثل جيمس دين، وحاز عن هذا الدور على جائزة غولدن غلوب لأفضل ممثل. ظهر في العديد من الأفلام منها كل، صل، أحب والرجل العنكبوت وميلك و127 ساعة وهو الفيلم الذي ترشح فيه لجائزة الأوسكار لأفضل ممثل.
فرانكو يقوم حاليا بالتدريس في جامعة نيويورك حول نقل الشعر إلى فيلم ويحضر للحصول على الدكتوراه في الأدب الإنجليزي.

## نشأته
ولد فرانكو 19 أبريل 1978م في بالو ألتو، كاليفورنيا، أمه بتسي لو وهي شاعرة وكاتبة ومحررة، وأبوه دوغلاس فرانكو مدير لشركة حاويات شحن، التقيا والديه عندما كانوا طلابا في جامعة ستانفورد،  والد فرانكو من أصول برتغالية وسويدية وأمه يهودية ، نشأ وترعرع في ولاية كاليفورنيا مع شقيقيه الأصغر سنا، توم وديف فرانكو، وهم أيضا ممثلين.
وكان فرانكو قد نشأ في أسرة «أكاديمية، ليبرالية وعلمانية إلى حد كبير». مثل في عدة مسرحيات في ثانوية بالو ألتو التي تخرج منها في عام 1996 ، التحق في جامعة كاليفورنيا، لوس أنجلوس ولكنه لم يكمل الدراسة فيها وخرج منها ليصبح ممثلا. عمل في مطعم ماكدونالدز وقد كان نباتي قبل عمله هناك.

## مشواره الفني

### بداية العمل
بعد خمسة عشر شهرا من التدريب، وبدأ بمراجعة في لوس انجلوس، كاليفورنيا، وحصل على فرصته الأولى في عام 1999، بعد أن كان أدى الدور في المسلسل التلفزيوني «فريكس آند جيكس». وكان فيلمه الأول الرئيسي في الفيلم الكوميدي الرومانسي «ومهما تطلب الامر» في عام 2000م. وأدى أيضا دور الممثل جيمس دين في الفيلم التلفزيوني «جيمس دين» في عام 2001. وقد ميز مع جائزة غولدن غلوب. وفضلا عن ذلك رشح لجائزة إيمي وجائزة سكرين أكتور.

### الرجل العنكبوت وبعد

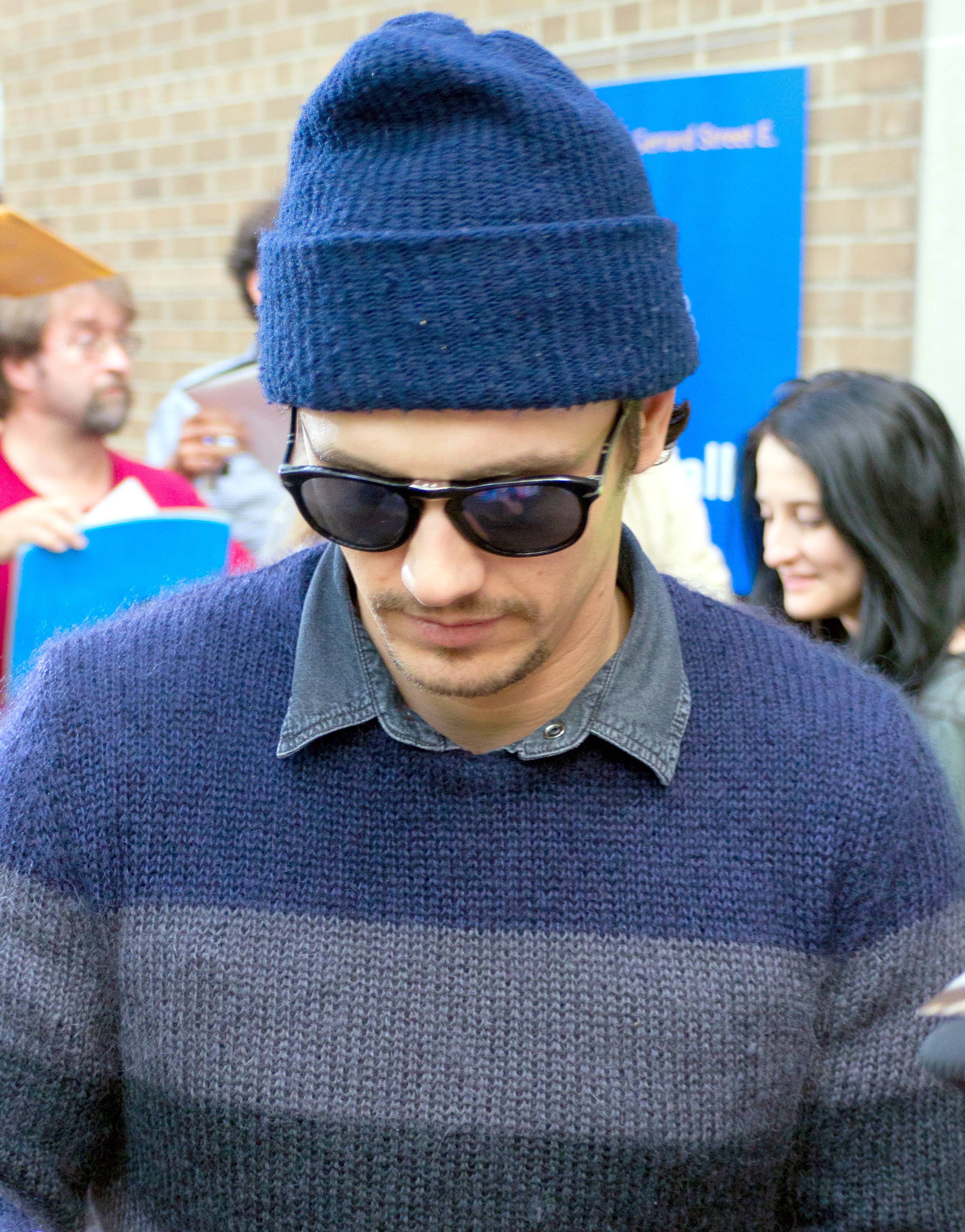
جيمس فرانكو في مهرجان تورونتو السينمائي الدولي 2011

أشتهر فعليا في 2002 عندما مثل دور هاري أوسبورن في فيلم «الرجل العنكبوت». وقد أدى فرانكو في فيلم الدراما «مدينة على البحر» في عام 2002. وفي العام الذي يليه شارك في بطولته إلى جانب نيف كامبل وروبرت ألتمان في فيلم «الشركة» في عام 2003.
وأدى نجاح هذا الفيلم الجزء الأول من فيلم «الرجل العنكبوت»، وأيضا قام فرانكو بدوره المعتاد هاري أوسبورن في فيلم «الرجل العنكبوت 2». وفي العام التالي ظهر فرانكو في فيلم الحرب «الغارة الكبرى» من أنتاج 2005. وفي عام 2006، فرانكو يشارك في بطولته مع تيريس جبسون في فيلم «أنابوليس». ولعب بدور البطل الأسطوري تريستان، في فيلم «تريستان وإيزولده» أيضا في عام 2006. ثم تدرب فرانكو مع الفريق «الملائكة الزرقاء» وحصل على رخصة طيار في تحضيره لدوره في فيلم «فلاي بوي» في عام 2006. وظهر فرانكو في فيلم الرعب «ويكر مان»، بجانب الممثل نيكولاس كيج في عام 2006. وأيضا في عام 2006، وأدى في الفيلم الكوميدي الرومانسي «الإجازة».
وأدى أيضا في عام 2007 مرة أخرى لعب بدور هاري أوسبورن في فيلم «الرجل العنكبوت 3». وفي نفس العام، أدى فرانكو في الفيلم الكوميدي «نوكد آب».
وقام أيضا في الفيلم الكوميدي «قطار الأناناس السريع» في عام 2008 بجانب صديقه الممثل الكوميدي سيث روغن. وأستضاف جيمس في برنامج الكوميدي «ساترداي نايت لايف» ، وأستضاف مرة أخرى في يوم 19 ديسمبر 2009.
وأدى فرانكو بجانب شون بن، جوش برولين، وإميل هيرش في الفيلم الدرامي ميلك في عام 2008. كما ظهر كضيف شرف في المسلسل الكوميدي 30 روك في عام 2010.

### 2011 وفي وقت الحاضر
أدى فرانكو في مشهد واحد من فيلم الأكشن «ذي جرين هورنيت» في عام 2011. وقام ببطولة بجانب ناتالي بورتمان وداني مأكبرايد في الكوميديا خيال القرون الوسطى في فيلم «سموك» في عام 2011. وأدى الدور في فيلم الإثارة «صحوة كوكب القردة». وقال أنه سيظهر في برودواي مع نيكول كيدمان في «الحلو الطيور من الشباب» التي من تينيسي وليامز، الذي سيكون من إخراج ديفيد كرومر.
وجنبا إلى جنب مع النجمة الفرنسية وينونا رايدر في فيلم بعنوان «التحديق»، وهو من إخراج جاي أنانيا، ومن المتوقع أن يبدأ الإنتاج في نيويورك يوم 6 مايو، 2011. وفي عام 2012, أدى فرانكو كمحام المدمنين على المخدرات في فيلم «شيري»، الذي سيبدأ التصوير في الشهر التالي في كاليفورنيا وكذلك النجمة هيذر غراهام. وفي عام 2013, قام فرانكو بدور شخصية أوز في فيلم الخيالي «أوز: العظيم والقوي». وأيضا وفي نفس العام، قام فرانكوا بدور شخصية إلين في فيلم الدراما «إجازات الربيع» بجانب الممثلات فانيسا هادجنز وسيلينا غوميس. ومرة أخرى أنضم فرانكو بجانب صديقه الممثل الكندي سيث روغن في الفيلم الكوميدي «هذه هي النهاية» في عام 2013, والفيلم من إخراج سيث روغن وايفان غولدبرغ.

## حياته الشخصية واهتماماته الخاصة
في عام 2008، كان أن اسمه كوجه جديد من خط غوتشي للعطور الرجالية. بشأن تربيته العلمانية، وقال فرانكو في صحيفة الغارديان وقال: 
| جيمس فرانكو | أنه يشعر كما لو أنه "غاب عن التجربة اليهودية"، ولكن قيل أنه لا داعي للقلق حول ذلك من قبل اصدقائه اليهود. | جيمس فرانكو |

واعد فرانكو النجمة «مارلا سوكولوفف» لمدة خمس سنوات. وأيضا كان له علاقة مع الممثلة «أهنا أورايلي» لعدة سنوات منذ عام 2006 تقريبا.
وأكد أنفصالهما في حديث لمجلة بلاي بوي في أغسطس 2011. قائلا أن أهتمامه في الحصول على التعليم بينهما.

## تعليمه
جيمس دخل جامعة كاليفورنيا، لوس أنجلوس في خريف 2006 وقد كان يدرس بكثافة من أجل الحصول على شهادته حيث كان مايزال يعمل في التمثيل إلى جانب دراسته الجامعية وكان يأخذ أكثر من 60 وحدة دراسية في ربع الفصل الدراسي متجاوزا الحد الأقصى 19 وحدة دراسية وتمكن من التخرج في صيف 2008 بمعدل 3.5 ودرس أيضا في الجامعة اللغة الفرنسية والأدب والفلسلفة وكان يدرس في أثناء تصويره للأفلام أيضا.
ودرس الفنون أيضا في جامعة كولومبيا والتحق بعدها بجامعة بروكلين حيث تخصص في الكتابة الخيالية وكان يحضر أيضا للماجستير في جامعة وارين ويلسون للشعر في ولاية كارولينا الشمالية وحصل على الماجستير من جامعة كولومبيا في 2010 وحاليا يدرس في جامعة ييل حيث يحضر للحصول على الدكتوراه في الأدب الإنجليزي.

## فيلموغرافيا

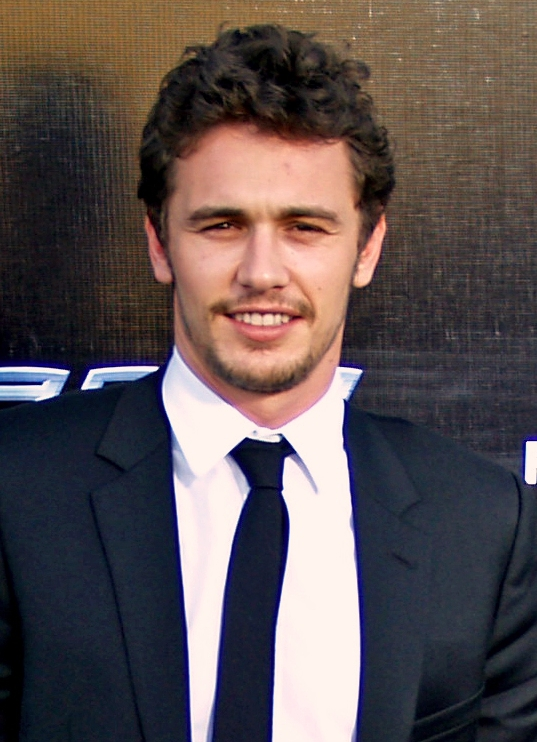
جيمس فرانكو في العرض الأول للرجل العنكبوت 3

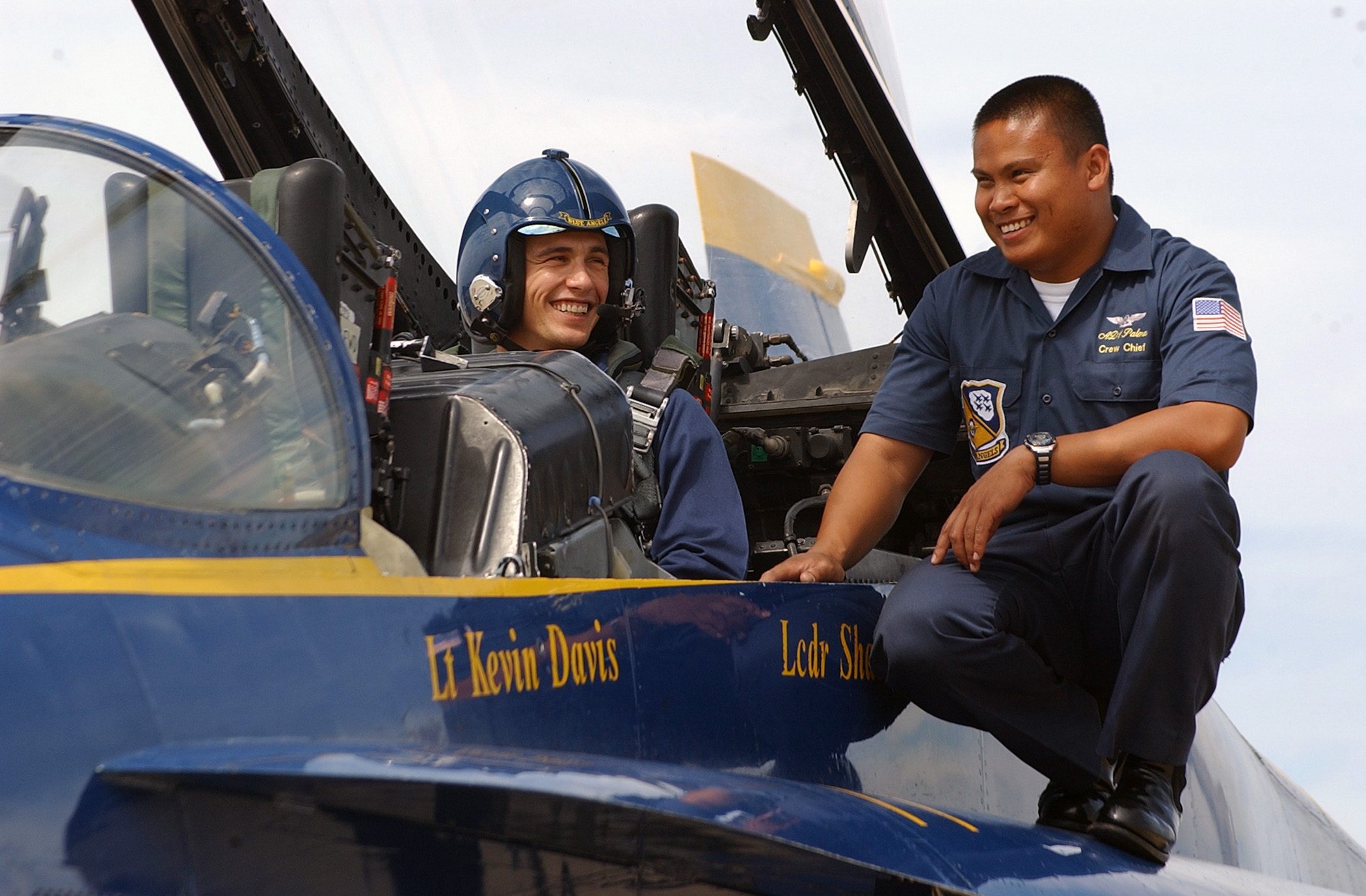
فرانكو، قبل حصوله على الركوب في الملائكة الزرق

| السنة            | الفيلم                         | الدور                         |
| ---------------- | ------------------------------ | ----------------------------- |
| 1998             | 1973                           | جريج                          |
| 1999             | للخدمة وللحماية                | مات كار                       |
| 1999             | نيفير بين كيسيد                | جايسون واي                    |
| 2000             | بأي ثمن                        | مايك                          |
| 2000             | إذا يأتي غدا                   | ديفين                         |
| 2000             | ومهما كانت تحيط                | كريس                          |
| 2001             | مين بيبول سوك                  | كيسي                          |
| 2001             | شخص ما                         | رجل الشقة رقم: 3              |
| 2001             | جيمس دين                       | جيمس دين                      |
| 2002             | النقطة العمياء                 | داني                          |
| 2002             | موذير غوست                     | رجل لوح تزلج                  |
| 2002             | سوني                           | سوني فيليبس                   |
| 2002             | مدينة على البحر                | جوي                           |
| 2002             | الرجل العنكبوت                 | هاري أوسبورن                  |
| 2002             | التعادل البرية                 | تينو                          |
| 2003             | الشركة                         | جوش                           |
| 2004             | الرجل العنكبوت 2               | هاري أوسبورن                  |
| 2005             | القردة                         | هاري ووكر                     |
| 2005             | الغارة الكبرى                  | كابتن الأمير                  |
| 2005             | خداع الذهبية                   | برنت                          |
| 2006             | الجندب                         | ترافيس                        |
| 2006             | تريستان وإيزولده               | تريستان                       |
| 2006             | أنابوليس                       | جايك هوارد                    |
| 2006             | ويكر مان                       | رجل الملهى                    |
| 2006             | فلاي بوي                       | بلين رولينغز                  |
| 2006             | الفتاة الميتة                  | ديريك                         |
| 2006             | الإجازة                        | نفسه                          |
| 2007             | الرجل العنكبوت 3               | هاري أوسبورن / العفريت الجديد |
| 2007             | نوكد آب                        | نفسه                          |
| 2007             | في وادي الأله                  | الرقيب دان                    |
| 2007             | الأنتهاء من اللعبة             | دين سيلو                      |
| 2007             | جريمة أمريكية                  | أندي                          |
| 2007             | المقابلة                       | صديقها على الهاتف             |
| 2007             | كميلي                          | سيلاس باركر                   |
| 2007             | وقت جيد ماكس                   | ماكس                          |
| 2008             | قطار الأناناس السريع           | سول سيلفر                     |
| 2008             | ليال في رودانذ                 | الدكتور مارك فلانير           |
| 2008             | ميلك                           | سكوت سميث                     |
| 2010             | الظلال والأكاذيب               | وليام فنسنت                   |
| 2010             | دايت نايت                      | توماس / فيلتون                |
| 2010             | كل، صل، أحب                    | ديفيد                         |
| 2010             | هوول                           | ألن غينسبرغ                   |
| 2010             | 127 ساعة                       | أرون رالستون                  |
| 2011             | ذي جرين هورنيت                 | داني "كريستال" كلير           |
| 2011             | سموك                           | فابيوس                        |
| 2011             | البرج المعطل                   | هارت كرين                     |
| 2011             | سال                            | ميلتون كاتسيلس                |
| 2011             | صحوة كوكب القردة               | ويل رودمان                    |
| 2011             | العلل                          | جايمس                         |
| 2012             | التحديق                        | تيرون                         |
| 2012             | شيري                           | غير معروف                     |
| 2013             | أوز: العظيم والقوي             | أوز                           |
| 2013             | إجازات الربيع                  | إلين                          |
| 2013             | هذه هي النهاية                 | جيمس فرانكو                   |
| 2014             | فيرونيكا مارس                  | بشخصه                         |
| 2014             | بزوغ كوكب القرود               | ويل رودمان                    |
| 2014             | الناس الطيبين                  | توم رايت                      |
| 2014             | الصوت والغضب                   | بينجي كومبسن                  |
| 2014             | المقابلة                       | ديفد سكايلارك                 |
| 2015             | دون كيشوت: رجل لامانشا العبقري |                               |
| 2015             | قصة حقيقية                     | كريستيان لونغو                |
| 2015             | أنا مايكل                      | مايكل غلاتز                   |
| 2015             | خيول جامحة                     | بين بريغز                     |
| 2015             | يوسمايت                        | فيل                           |
| 2015             | ملكة الصحراء                   | هنري كادوجون                  |
| 2015             | كل شيء سيكون بخير              | توماس                         |
| 2015             | الأمير الصغير (فيلم 2015)      | الثعلب (صوت)                  |
| 2015             | بوكوفسكي                       | ــــ                          |
| 2015             | فستان أدرييل                   | ستيفن إليوت                   |
| 2015             | زيروفيل                        | سيتم الاعلان عنه              |
| سيتم الاعلان عنه | في معركة مشكوك فيها            | ماك ماكليود                   |
| 2017             | المنزل الطويل                  | سيتم الاعلان عنه              |

| السنة     | المسلسل              | الدور          |
| --------- | -------------------- | -------------- |
| 1997      | المحيط الهادي الأزرق | بريان          |
| 1999      | التعريف              | ستيفي          |
| 1999–2000 | فريكس آند جيكس       | دانيال ديزاريو |
| 2001      | الملفات الغامضة      | الضابط         |
| 2009–2011 | المستشفى العام       | فرانكو         |
| 2010      | 30 روك               | نفسه           |

## مؤلفاته
- A California Childhood
- Actors Anonymous. Little A / New Harvest
- Palo Alto: Stories
- Strongest of the Litter: (The Hollyridge Press Chapbook Series). Hollyridge Press
- Directing Herbert White: Poems
- Dangerous Book Four Boys